# تيري فروجي
تيري فروجي (بالفرنسية: Thierry Froger)‏ (21 مارس 1963 بلو مان في فرنسا - ) هو مدرب كرة قدم ولاعب كرة قدم فرنسي في مركز الدفاع. لعب مع نادي غرونوبل ونادي لومان ونادي ليل.

## روابط خارجية
- تيري فروجي على موقع قاعدة بيانات كرة القدم.إي يو (الإنجليزية)